# Дарлингтония
Калифорнийската дарлингтония (Darlingtonia californica) е единствения представител от род Дарлингтония, вид влизащ в семейство Сарацениеви (Sarraceniaceae). Дарлингтонията е насекомоядно растение, чиито листа наподобяват разперена качулка на готова за нападение кобра, откъдето идва и популярното и име Cobra Lily. Защитен рядък вид от Вашингтонската Конвенция. Дарлингтонията е ендемит, разпространен в ограничен район между американските щати Орегон и Калифорния. Растението е открито през 1841 г. от ботаника Уилям Бракендидж в планината Шаста. През 1853 г. Джон Тори дава името на рода Дарлингтония в чест на филаделфийския ботаник Уилям Дарлингтън (1782-1863).

## Описание
Дарлингтонията е многогодишно тревисто хищно растение. Листата са големи – между 60 и 80 cm дълги, излизат от подземни ластуни, по които се образуват и корените. В домашни условия листата обикновено достигат до 15-20 cm, зелени с пурпурни жилки, рисунъка напомня на змийска кожа. Долната част на листата е тясна, понякога листната пластинка е S-образно огъната. Трансформиращите се в капанчета листа на дарлингтонията напомнят на готова за нападение кобра. Вътрешната част на капанчетата на места е лишена от хлорофил, поради което се получава ефекта на витраж, пропускащ светлина. На дъното на капанчетата има сладък сок, а стените им са осеяни с твърди власинки, насочени надолу. Най-специфичен при дарлингтонията е начина за улов на насекоми. Привлечени от аромата на нектара и движението на ярко украсените краища на листата, те влизат в капанчетата и измамени от прозрачните безхлорофилни тънки участъци, се опитват да излетят, но се удрят и падат на дъното. S-образната форма на листата още повече затруднява излизането на насекомите. Интересен е също факта, че за разлика от останалите насекомоядни растения, дарлингтонията не отделя храносмилателни ферменти, а ползва „услугите“ на бактерии, които разлагат телата на уловените насекоми. Това обаче е допълнително хранене, основните хранителни вещества постъпват чрез кореновата система. В зависимост от благоприятните външни фактори листата на дарлингтонията могат да достигнат до един метър дължина, а цветовете могат да достигнат до шест сантиметра в диаметър. Красивите жълто-оранжеви или червено-кафяви цветове на дълги стебла се появяват в средата на юни, приличат на наведени лилии с бледозелени чашелистчета. Те са петчленни, венчелистчетата са жълти с червени жилки, с 15 тичинки и 5-гнезден плодник. Плодът е семенна кутийка.

## Отглеждане
Дарлингтонията предпочита ярката дифузна светлина, но през лятото трябва да се засенчва от преки слънчеви лъчи, които могат да и навредят повече от недостатъчното осветяване. Растението предпочита хладни дневни и по-студени нощни температури, затова се препоръчва при топли и горещи дни повърхността на субстрата да се разхлажда с парченца лед. Дарлингтонията може да издържи и температури от 28— 30 °C, но само в случай, че корените се намират на хладно. Затова не е препоръчително да се отглеждат в пластмасови или други непроницаеми за водата или въздуха съдове. В никакъв случай не бива да бъдат тъмни, а още по-малко черни на цвят. Най-подходящи са керамични или глинени саксии. Корените на дарлингтонията трябва винаги да са на хладно, това е главното условие за доброто състояние на растението. В природата дарлингтонията расте на места като бреговете на горните течения на реки, където корените винаги се намират в хладна вода, а самото растение е при доста по-високи температури от корените си. Това е и най-сложното при отглеждането на дарлингтониите – поддържане на ниски температури на корените.

### Размножаване
Чрез семена. Напролет може да се размножи и чрез делене на участъци от ластуни с няколко листа и корени. Младите растения нямат период на покой, целогодишно се отглеждат при температури 16-20 °C.

### Светлина
Дарлингтонията се нуждае от достатъчно количество светлина. Tя трябва да е равна на не по-малко от 4 часа пряко слънчево огряване на ден. Ако използваме изкуствено осветление – луминесцентни лампи, те трябва са включени поне 14 часа дневно.

### Период на покой
Дарлингтонията се нуждае от задължителен период на покой в продължение на три – четири месеца. В противен случай растението много бързо ще загине. Температурата през този период трябва да се поддържа в границите на 2-6 °С и се поливат внимателно при засъхване на субстрата. През зимата дарлингтонията се отглежда при не по-високи от 10 °C, но не и на студено, въпреки че издържа за кратко на отрицателни температури -4 °C (под снежната покривка в естествени условия).

### Влажност
Идеалната въздушна влажност за дарлингтонията е около 60-70%. Растението е способно да се адаптира и при по-ниска влажност. Трябва да се отбележи, че тъй като корените на растението трябва да са винаги на по-хладно, то влажността около самото растение винаги е малко по-висока от околната.

### Поливане
Най-добре е да се полива с вода, преминала през обратна осмоза, дестилирана или дъждовна. Чешмяната вода съдържа голямо количество минерални соли, които увреждат растението и довеждат до загиване на растението. Препоръчително е в горещите дни саксията с растението да бъде потопена в съд с вода поне 1-2 cm.

### Субстрат
Най-добре се развиват в жив сфагнум, също може и в обикновен торф, примесен с пясък за по-добър дренаж или в смес от сфагнум и перлит 1:1.

### Пресаждане
Веднъж на три години.
При наличие на вредители, с които растението не може само да се справи най-добре е да се използват отвари от инсектицидни растения, тъй като дарлингтонията е много чувствителна към химически препарати. В краен случай дозата трябва да три пъти по-ниска от указаната.